# Sebastian von Hoerner
Pour les articles homonymes, voir von Hoerner.
Sebastian Rudolf Karl von Hoerner (né le 15 avril 1919 à Görlitz, en province de Basse-Silésie – mort le 7 janvier 2003) est un astrophysicien et radioastronome allemand.
Il a exercé une certaine influence sur le mouvement SETI, pour lequel il a conclu que les civilisations sont peu nombreuses et suffisamment éloignées les unes des autres pour supposer qu'elles n'auront pas de contact étant donné les difficultés du voyage interstellaire.
Hoerner meurt à Esslingen am Neckar, dans le Bade-Wurtemberg, à l'âge de 83 ans.